# Новый Свет (Старобудский сельсовет)
Новый Свет (бел. Новы Свет) — упразднённый посёлок в Старобудском сельсовете Буда-Кошелёвского района Гомельской области Белоруссии.
В связи с радиационным загрязнением после Чернобыльской катастрофы жители переселены в чистые места.

## География

### Расположение
В 19 км на юго-запад от районного центра и железнодорожной станции Буда-Кошелёвская (на линии Жлобин — Гомель), в 56 км от Гомеля.

## Транспортная сеть
Рядом автодорога Жлобин — Гомель. Планировка состоит из короткой, близкой к широтной ориентации улицы. Застройка деревянная усадебного типа.

## История
Основан в начале XX века переселенцами с соседних деревень. В 1925 году в Недайском сельсовете Буда-Кошелёвского района Бобруйского округа. В 1929 году жители посёлка вступили в колхоз. В 1959 году входил в состав колхоза «Авангард» (центр — деревня Старая Буда).

## Население

### Численность
- 2010 год — жителей нет.

### Динамика
- 1925 год — 14 дворов.
- 1959 год — 75 жителей (согласно переписи).
- 1990-е — жители переселены.